# Pays celtiques
Vous pouvez aider à l'améliorer ou bien discuter des problèmes sur sa page de discussion.
- Il peut contenir un travail inédit ou des déclarations non vérifiées. Vous pouvez l’améliorer en ajoutant des références. (Marqué depuis décembre 2024)

Vous pouvez aider à l'améliorer ou bien discuter des problèmes sur sa page de discussion.
- Il ne cite pas suffisamment ses sources. Vous pouvez indiquer les passages à sourcer avec {{référence nécessaire}} ou {{Référence souhaitée}}, et inclure les références utiles en les liant aux notes de bas de page. (Marqué depuis décembre 2024)

- Archive Wikiwix
- Bing
- Cairn
- DuckDuckGo
- E. Universalis
- Gallica
- Google
- G. Books
- G. News
- G. Scholar
- Persée
- Qwant
- (zh) Baidu
- (ru) Yandex
- (wd) trouver des œuvres sur Wikidata

Les pays celtiques ou nations celtiques (en anglais : Celtic nations ; en breton : broioù keltiek ; en cornique : kenedhlow keltek ; en gaélique écossais : dùthchannan Ceilteach ; en gallois : gwledydd Celtaidd ; en irlandais : náisiún Cheilteacha ; en mannois : ashoonyn Celtiagh) sont des régions d'Europe qui s'identifient aux cultures celtiques et de manière plus spécifique avec les locuteurs des langues celtiques. Les anglophones désignent ces régions, à l'exception des  Basses-Terres d'Écosse (Lowlands), et de la Bretagne,,, par le terme de Celtic Fringe (« Frange celtique »), car elles sont situées aux extrémités nord et ouest de la Grande-Bretagne. Leurs résidents préfèrent parler de « pays celtiques » ou « nations celtiques ». 
Un nom global leur est également donné en français : Celtie (en breton Keltia). Toutefois, ce concept n'existe ni en anglais ni dans les langues gaéliques[réf. souhaitée].
Jusqu'à la conquête romaine et germanique, les îles Britanniques et une grande partie de l'Europe occidentale étaient majoritairement celtophones. Seules les extrémités nord-ouest du continent ont pu conserver leur langue et leur culture celtique, car la romanisation y fut tardive ou absente et les invasions germaniques y furent arrêtées ou n'aboutirent que trop tard pour que les populations locales soient pleinement assimilées. Ainsi, la culture celtique reste encore aujourd'hui présente (de façon plus ou moins forte) dans ces territoires.

## Six pays de la Ligue celtique
| Pays           | Nom celtique | Langue              | Peuple    | Population | Nombre de locuteurs compétents |
| -------------- | ------------ | ------------------- | --------- | ---------- | ------------------------------ |
| Écosse         | Alba         | Écossais (Gàidhlig) | Écossais  | 5 463 300  | 92 400 (1,8 %)                 |
| Irlande        | Éire         | Irlandais (Gaeilge) | Irlandais | 6 953 000  | 538 283 à 1,8 million (9 %)    |
| Île de Man     | Ellan Vannin | Mannois (Gaelg)     | Mannois   | 83 314     | < 1 700 (< 2,4 %)              |
| Pays de Galles | Cymru        | Gallois (Cymraeg)   | Gallois   | 3 139 000  | > 750 000 (> 25 %)             |
| Cornouailles   | Kernow       | Cornique (Kernewek) | Corniques | 568 210    | 3 500 (0,7 %)                  |
| Bretagne       | Breizh       | Breton (Brezhoneg)  | Bretons   | 4 829 968  | > 257 000 (5,7 %)              |

Seuls ces six pays, dont seule l'Irlande a le statut d'État indépendant (sur le territoire de la république d'Irlande, l'Irlande du Nord étant une nation constitutive du Royaume-Uni) sont considérés comme celtes par la Ligue celtique, le Congrès celtique et certaines organisations panceltiques, car chacun d'entre eux possède une langue celtique propre. 
Dans quatre de ces régions (Bretagne, Irlande, pays de Galles, Écosse), des langues celtiques sont parlées dans certaines zones, généralement situées dans l'ouest, dans des îles ou dans les hautes-terres. Dans les deux autres (Cornouailles britanniques et Île de Man), la langue celtique locale est en situation critique selon l'Atlas des langues en danger dans le monde ; elle est cependant enseignée et conserve une importante documentation et une littérature.
Il existe par ailleurs des communautés celtophones d’origine galloise en Patagonie (Cymru Newydd) et d'origine écossaise à l’Île du Cap-Breton. L'irlandais était lui aussi parlé hors de l'Irlande, notamment à Terre-Neuve (qui possède un nom irlandais authentique : Talamh an Éisc, « la Terre du poisson ») mais aussi en Australie, en Nouvelle-Zélande et en Argentine. Toutefois, la langue y est aujourd'hui en fort déclin, quand elle n'est pas complètement éteinte. La seule gaeltacht officielle hors de l'Irlande se trouve en Ontario.

## Autres mouvements celtiques
- Noyau territorial Hallstatt, au VIe siècle av. J.-C.

Les Celtes en Europe, dans le passé et aujourd'hui :
Noyau territorial Hallstatt, au
Domaine hypothétique d'une expansion celtique maximale, en 275 av. J.-C.
Domaine lusitanien de l'Ibérie où la présence celtique est incertaine
Les six nations celtiques officielles aujourd'hui, où la pratique d'une langue celtique  est attestée au Moyen Âge (Bretagne, pays de Galles, Cornouailles, île de Man, Irlande, Écosse)
Zones où les langues celtiques restent largement parlées aujourd'hui (pays de Galles, Bretagne et les gaeltachts)

La plupart des pays d'Europe occidentale et septentrionale ont été influencés, dans l'Antiquité, par les Celtes, mais définir l'importance de l'héritage celtique est délicat et sujet à évaluation.
Dans un certain nombre d'entre eux, on observe des « mouvements celtiques » qui cherchent à faire reconnaître la celtitude de leur pays.
Historiquement, la définition de la « celtitude », inventée par les Gallois et les Bretons, a été basée sur la linguistique (présence d'une langue celtique encore vivante) et c'est donc une cause de controverse. 
Le gaélique canadien est un dialecte du gaélique écossais, parlé au Canada dans les provinces maritimes (Nouvelle-Écosse, Île-du-Prince-Édouard) par environ un millier de personnes, au point d'être à présent menacée d'extinction.
Une minorité de Celtes habite dans la province de Chubut en Argentine.

### Galice, Asturies et Cantabrie
Les habitants de ces communautés autonomes du nord-ouest de l'Espagne revendiquent depuis le XIXe siècle des racines celtiques. Ils participent à certains événements comme le Festival interceltique de Lorient. La ville de Ortigueira en Galice est connue pour son Festival international du monde celte (Festival Internacional do Mundo Celta) créé en 1978. C’est un des plus grands festivals de la péninsule ibérique, dépassant certaines années les 100 000 spectateurs.

### Vallée d'Aoste
En Italie, les habitants de la Vallée d'Aoste, les Valdôtains francophones et locuteurs du francoprovençal valdôtain se réclament également d'un héritage celtique en raison de l'origine celtique des Salasses, les anciens habitants de la Vallée ayant résisté aux Romains qui ne les ont soumis que partiellement sous Auguste (dont vient le nom d'Augusta Prætoria Salassorum, aujourd'hui Aoste). Quelques mots indiscutablement celtiques (gauloises), telles que blétsé (« traire les vaches »), berrio (« pierre »), modze (« génisse »), bren (« son de la farine », présent également dans divers dialectes français), verna (« aulne », identique au français verne), breuill (plan lacustre alpin marécageux), baou (« étable ») ont été conservées dans le patois francoprovençal valdôtain actuel. Pour célébrer son héritage celtique, la région autonome Vallée d'Aoste organise chaque année un festival appelé Festival Celtica.

### Suisse
En Suisse, près de Neuchâtel on trouve un site archéologique celte : le site de la Tène et son parc et musée archéologiques : Laténium.

### Le paradoxe français
La France ne se revendique pas officiellement comme une nation celtique. Cependant, le passé gaulois y a été exalté depuis la Révolution française et surtout du XIXe siècle à la Seconde Guerre mondiale. Il s'agissait alors de revendiquer une identité nationale fondée sur une ethnie distincte des autres nations européennes. Or, les Gaulois sont des Celtes et l'on a mis au jour plus de 250 inscriptions en langue gauloise. La langue française est aussi la langue romane qui comprend le plus grand nombre de mots celtiques, de même que quelques influences phonétiques, inconnus dans les autres langues romanes.

## Conséquences politiques et sociales
Le panceltisme, le celtisme et l'interceltisme sont des expressions équivalentes pour désigner les idées et les pratiques sociales générées par l'intérêt pour le monde celtique, les pays celtiques et les pays où a eu lieu une émigration des Celtes, y compris à l'époque moderne.